# Physomerinus cruralis
Physomerinus cruralis (лат.) — вид коротконадкрылых жуков-ощупников рода Physomerinus из трибы Batrisini (Pselaphinae). Восточная Азия: Тайвань.

## Описание
Мелкие коротконадкрылые жуки-ощупники красновато-коричневого цвета. Длина тела около 2 мм. От близких видов отличается следующими признаками: переднеспинка с короткой срединной продольной бороздкой, не достигающей переднего края переднеспинки; заднее бедро с косой бороздкой на боковой стороне; заднее бедро вздутое, без полости или выступа. Четвёртый членик нижнечелюстных щупиков имеет веретенообразную форму; латеральный край не расширен и лишен выступа. Переднеспинка с отчётливыми срединной и двумя боковыми продольными бороздками и полной поперечной антебазальной бороздкой, бока переднеспинки лишены шипов, каждое надкрылье имеет две базальные ямки.